# Dasyhelea bahamensis
Dasyhelea bahamensis är en tvåvingeart som först beskrevs av Johnson 1908.  Dasyhelea bahamensis ingår i släktet Dasyhelea och familjen svidknott. Inga underarter finns listade i Catalogue of Life.